# آلي ماكي
آلي ماكي (بالإنجليزية: Ally Maki)‏ هي ممثلة أمريكية، ولدت في 1986 في سياتل في الولايات المتحدة.

## أعمال

### أفلام
- حكاية لعبة 4[4]

## وصلات خارجية
- آلي ماكي على موقع IMDb (الإنجليزية)
- آلي ماكي على موقع قاعدة بيانات الفيلم (الإنجليزية)